# Plinia cerrocampanensis
Plinia cerrocampanensis là một loài thực vật có hoa trong Họ Đào kim nương. Loài này được Barrie mô tả khoa học đầu tiên năm 2004.